# Triquet Island
Triquet Island ist eine 1,4 km² kleine Insel im kanadischen British Columbia im Central Coast Regional District. Wie die meisten der Inseln im nördlichen Küstenbereich der Provinz wird sie zum Great Bear Rainforest gerechnet.
Die Insel wurde 1944 umbenannt und ist seitdem nach dem Angehörigen des kanadischen „Royal 22e Régiment“ „Paul Triquet“ benannt, welcher für seine Leistung im Zweiten Weltkrieg mit dem Victoria-Kreuz ausgezeichnet wurde.
Im November 2016 wurden dort 14.000 Jahre alte menschliche Besiedlungsspuren gefunden und Werkzeuge zum Feuermachen, Fischhaken und Speere ausgegraben. Neben der Bedeutung der im April 2017 veröffentlichten Neubewertung der menschlichen Besiedlung der Amerikas ist der Fundplatz nach Aussage der Ältesten der Heiltsuk Nation deshalb so bedeutsam, weil er mit einer oral tradierten Erzählung korrespondiert, nach der dieser Siedlungsplatz an der Küste ausgesucht worden sei, weil er während der Eiszeit nicht gefroren war.